# James Dean
James Byron Dean (Marion, 8 febbraio 1931 – Paso Robles, 30 settembre 1955) è stato un attore statunitense.
È stato il primo attore ad aver ottenuto una candidatura postuma al Premio Oscar, per il suo ruolo nel film La valle dell'Eden. A Dean fu conferito il Golden Globe per il miglior attore nel 1956 (postumo). Ottenne inoltre una candidatura all'Oscar al miglior attore per il film Il gigante sempre postumo nel 1956. L'American Film Institute ha inserito Dean al diciottesimo posto tra le più grandi star della storia del cinema.

## Biografia

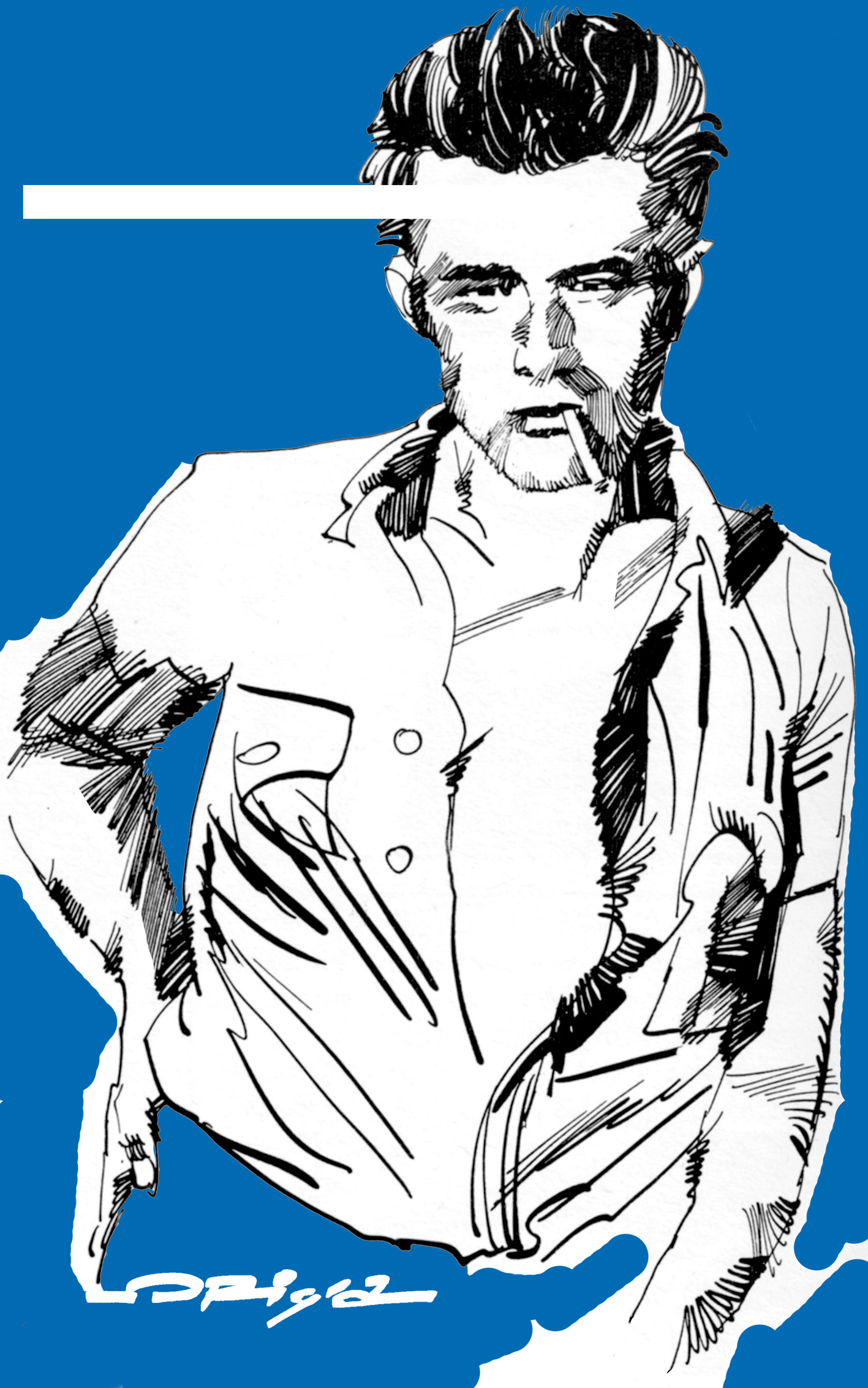
Dean ritratto da Graziano Origa (1975)

Nacque a Marion, nello Stato dell'Indiana, nella fattoria della sua famiglia da Winton (1907-1995) e Mildred Marie Wilson in Dean (1910-1940), una famiglia di quaccheri. Di origini prevalentemente inglesi, ma anche tedesche e gallesi, Dean si trasferì a Santa Monica in California, sei anni dopo che Winton ebbe lasciato la fattoria per diventare un odontotecnico. Dean fu iscritto alla scuola pubblica Brentwood finché sua madre morì di cancro all'utero nel 1940.
All'età di nove anni, Dean fu mandato da suo padre a vivere con i parenti in una fattoria vicino a Fairmount, in Indiana, dove la sua educazione ricevette un'impronta quacchera. Alla scuola superiore Dean si unì alla squadra di basket e partecipò ad attività collegate con il teatro. Dopo essersi diplomato nel 1949, tornò in California per vivere con suo padre e la sua matrigna.
Si iscrisse al college di Santa Monica, si unì alla confraternita dei Sigma Nu e si specializzò per prepararsi agli studi in giurisprudenza. Si trasferì alla Università della California, a Los Angeles, e cambiò la sua specializzazione in quella per le discipline teatrali, cosa che lo condusse a scontri con i suoi familiari, che lo portarono a lasciare la casa di suo padre.
Conosciuto come "Jimmy", Dean cominciò la sua carriera con uno spot televisivo per la Pepsi-Cola nel 1950 seguito da una parte come rimpiazzo nel ruolo di stunt tester nel gioco televisivo Beat the Clock. Abbandonò il college per focalizzarsi sulla sua carriera in via di sviluppo, ma ebbe difficoltà nell'ottenere del lavoro a Hollywood e gli riuscì di pagare i suoi conti solo lavorando come custode in un parcheggio.
Seguendo il consiglio di alcuni amici, Dean si trasferì a New York per fare carriera come attore di teatro, città in cui fu ammesso a studiare con Lee Strasberg nell'Actors Studio. La sua carriera decollò e Dean partecipò a numerosi episodi di programmi televisivi come Kraft Television Theater, Studio One, Lux Video Theatre, Robert Montgomery Presents, Danger e General Electric Theater nei primi anni cinquanta. A dicembre 1954 entrò nel cast del telefilm The Dark Dark Hours, in cui l'interprete principale era il futuro presidente degli Stati Uniti, Ronald Reagan. 
La sua prima esperienza teatrale a New York risale al 1952 con See the Jaguar (autore Richard Nash), interprete principale Arthur Kennedy. Nonostante il personale successo il lavoro rimase in cartellone solo per cinque giorni.
Le critiche favorevoli unanimi e i Daniel Blum Award e l'Antoinette Perry Award come "il più promettente giovane attore dell'anno" per il successivo The Immoralist, commedia portata in scena a Broadway nel 1954 e tratta dal romanzo L'immoraliste a contenuto omosessuale dello scrittore francese André Gide, con Louis Jourdan e Geraldine Page protagonisti, gli valsero la chiamata a Hollywood e la notorietà cinematografica.
Nel marzo 2011 il giornalista Kevin Sessums rivelò alcuni episodi della vita infantile di Dean, riguardo a molestie sessuali subite all'età di 11 anni da parte di un pastore metodista. Questi episodi gli sarebbero stati rivelati da Elizabeth Taylor in un'intervista del 1997 e tenuti segreti fino alla morte della diva, che lavorò con l'attore ne Il gigante. Durante la lavorazione del film, Dean le avrebbe confessato gli spiacevoli eventi della sua infanzia, facendole promettere di non renderli pubblici fino alla fine dei suoi giorni.

### Carriera cinematografica
Apparve in alcuni ruoli non accreditati in film come I figli della gloria (1951) e Attente ai marinai! (1952), ma guadagnò riconoscimento e successo nel 1955 con il suo primo ruolo da protagonista, Cal Trask in La valle dell'Eden, grazie al quale ottenne una candidatura al premio Oscar al miglior attore (la prima candidatura postuma nella storia dell'Academy Award). Questo film mette in scena il conflitto generazionale tra un padre autoritario e un figlio imprigionato dalla sua autorità. Seguirono in rapida successione altri due ruoli da protagonista in Gioventù bruciata (1955), film emblematico di Nicholas Ray, che fece di Dean un simbolo della gioventù moderna, e Il gigante (1956), per il quale ottenne ancora una candidatura all'Oscar.
Dean divenne amico del multimilionario Lance Reventlow, una delle ultime persone ad avergli rivolto la parola prima dell'incontro sulla via di una corsa automobilistica a Salinas, in California. Poche ore dopo James Dean morì in un incidente stradale mentre era alla guida della sua Porsche 550 Spyder vicino a Cholame, quando un'auto (una Ford berlina) guidata da Donald Turnupseed svoltò a sinistra e gli tagliò la strada. L'incidente accadde prima dell'uscita de Il gigante. Dean è stato una delle cinque persone a essere candidate come miglior attore per il suo primo ruolo e la sola persona candidata due volte postuma. 
Due film del 1955, Gioventù bruciata e Il seme della violenza, sono spesso citati per aver simboleggiato la crescente ribellione degli adolescenti nel dopoguerra degli anni cinquanta, insieme al Rock and roll, come fenomeno culturale. Molti giovani e più tardi intere generazioni si modellarono sul personaggio di James Dean. Il suo bell'aspetto, la carriera molto breve e il suo stile di vita, la pubblicità che fu fatta sulla sua tragica morte all'età di ventiquattro anni, trasformarono Dean in una figura di culto e in una icona pop di fascino apparentemente senza tempo.

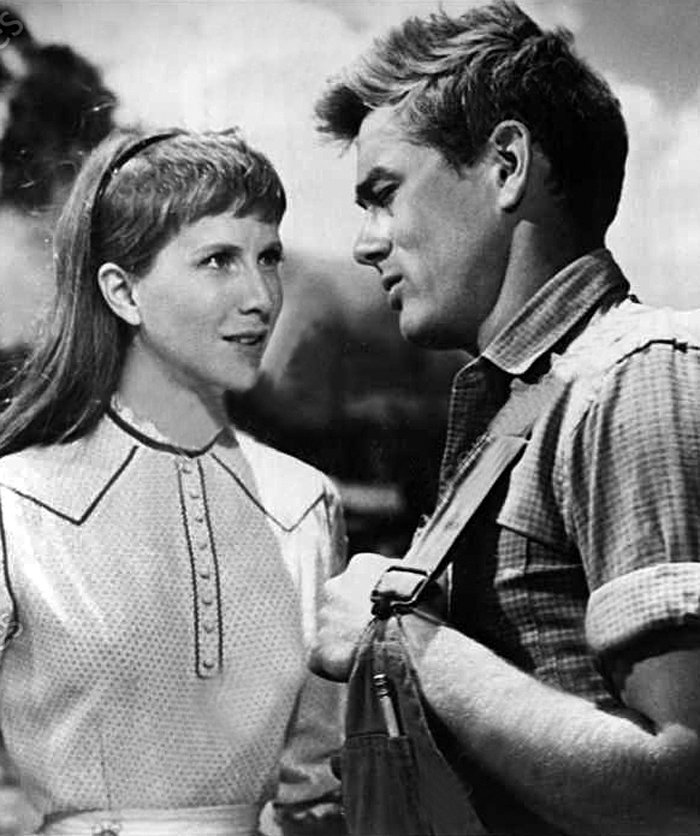
L'attore con Julie Harris in una foto di scena per La valle dell'Eden di Elia Kazan

#### La valle dell'Eden
La valle dell'Eden (East of Eden) è un film del 1955 diretto da Elia Kazan. Nel 1952, il regista era alla ricerca di un attore adatto ad interpretare l'intenso e complesso personaggio di Cal Trask, per realizzare l'adattamento cinematografico del romanzo di John Steinbeck del 1952, La valle dell'Eden. A differenza del libro, il film è focalizzato soprattutto sul personaggio di Cal Trask. Kazan, prima dei provini ufficiali, espresse il suo desiderio di trovare un attore simile a Marlon Brando. Osborn gli suggerì Dean, che successivamente incontrò Steinbeck; quest'ultimo lo trovò troppo sfacciato, ma perfetto per il ruolo di Cal Trask. L'8 aprile 1954, James Dean lasciò New York e partì per Los Angeles per le prime riprese del film. La performance di Dean nel film sembrò quasi preannunciare la futura parte di Jim Stark in Gioventù bruciata. Entrambi i personaggi sono infatti giovani emarginati, incompresi e guidati da una forte angoscia esistenziale, alla disperata ricerca di un'approvazione paterna.
Gran parte del film viene improvvisata da Dean, ad esempio il suo ballo nei campi di fagioli o la posizione fetale che assume sul treno (dopo aver cercato la madre in una città vicina). L'improvvisazione più famosa di Dean nel film è quella in cui il padre di Cal (Raymond Massey), dopo il fallimento economico della propria azienda, rifiuta il dono di 5 000 dollari da parte del figlio. Invece di seguire il copione e fuggire da suo padre, Dean istintivamente si volta verso Massey e, piangendo, lo abbraccia. Kazan apprezzò la scena e la reazione sorpresa di Massey, e decise di inserirla nel film. La valle dell'Eden fu il film che rese famoso James Dean, valse il premio Oscar come miglior attrice non protagonista a Jo Van Fleet, nella parte della madre, e il premio come miglior film drammatico all'8º Festival di Cannes.

#### Gioventù bruciata
Definita la "grande tragedia greca statunitense", Gioventù bruciata lanciò definitivamente James Dean nell'immaginario collettivo occidentale come quel "ribelle senza una causa" a cui faceva riferimento il titolo originale. Il film, diretto da Nicholas Ray, lo vede nei panni di un ragazzo con problemi caratteriali: delinquenza, alcolismo, violenza. La prima scena è ambientata in un commissariato di polizia, dove il giovane Jim Stark, ubriaco, viene portato via dai genitori. L'incontro con la graziosa Judy (Natalie Wood) e il maldestro Plato (Sal Mineo), gli scontri coi ragazzi del quartiere, oltre alla memorabile sequenza della fatale corsa in riva all'oceano con le automobili rubate, lo condurranno al tragico finale fuori dal Planetarium.
La ribellione di Jim-Dean, lontana da quella di cui i Beatnik si sarebbero fatti alfieri pochi anni dopo, e ancora più distante da quella marcatamente "politica" delle grandi correnti giovanili del decennio successivo, ha un carattere tutto interiore. Una ribellione profondamente diversa dalla ludica "voglia di libertà" della nuova classe di adolescenti-consumatori che si riversava nella metà degli anni cinquanta nelle sale da ballo d'America.
Jim si ribella ad una placida vita familiare; alla madre, modesta massaia dalle vedute limitate, al padre, privo di spina dorsale, che non sa educarlo come dovrebbe; alla noia della routine quotidiana senza sorprese in un piccolo paese immobile della provincia americana. Ma non lega neanche con i suoi coetanei, riuniti in branchi, una massa indistinta e istupidita, dentro la quale non può ritrovarsi. Fra di loro, a differenza dell'umanissimo e impulsivo mal de vivre di Jim, circola un ottuso atteggiamento foriero di ignoranza, crudeltà, istinto di sopraffazione, che li porta a minacciare e a sfidare lo "straniero" (Jim viene preso subito di mira, sbeffeggiato a parole, minacciato con dei coltelli a serramanico).
L'amore scivola leggero all'interno della vicenda (un rapido bacio fra Jim e Judy, in un momento di quiete prima della rocambolesca fuga verso l'epilogo tempestoso) per essere ricacciato dentro, frettolosamente, nelle ultime inquadrature.
I vestiti indossati dal personaggio di Dean, jeans, maglietta bianca e giacca rossa, diventeranno una sorta di manifesto, dopo l'uscita nelle sale di tutto il mondo, e saranno ripresi e imitati negli anni a venire dalle mode giovanili.

#### Il gigante
Il gigante (Giant) è un film del 1956 diretto da George Stevens ed è l'ultima pellicola in cui compare Dean che terminò le riprese del suo personaggio il 22 settembre 1955.
Dick Benedict, barone del bestiame del Texas, sposa Leslie Lynnton, bella e ricca ragazza del Maryland. Il bracciante Jett Rink, innamorato senza speranza di Leslie, scopre il petrolio in un terreno ereditato. Molti anni dopo, per prendersi una rivincita, Jett, ormai ricchissimo, corteggia una giovane Benedict. Da un romanzo di Edna Ferber (1887-1968). Saga familiare, affresco storico-sociale e melodramma che affronta temi tra cui razzismo, matrimoni misti, bigottismo, conflitti tra generazioni e ossessioni psicoanalitiche. Ottenne sette candidature e un Oscar per la regia. Scritto da Fred Guiol e Ivan Moffat.

### Vita privata
Lo sceneggiatore William Bast fu uno degli amici più intimi di James Dean, fatto noto alla famiglia di Dean. Primo biografo di Dean (1956), Bast fu suo compagno di stanza alla UCLA e successivamente a New York. Cinquanta anni dopo la morte di Dean, affermò che la loro amicizia includeva anche molta intimità sessuale. All'inizio della sua carriera, subito dopo aver firmato il contratto con la Warner Brothers, il dipartimento pubbliche relazioni della sua casa di produzione cominciò a far circolare storie su presunte liaison di Dean con numerose giovani attrici che erano nella maggior parte dei casi contattate dall'agente di Dean, Dick Clayton. I comunicati stampa della Warner erano soliti considerare "Dean insieme ad altri due attori, Rock Hudson e Tab Hunter, i tre "scapoli" che non hanno ancora trovato il tempo per impegnarsi con un'unica donna: "Dicono che le prove per i film sono in conflitto con le prove per il matrimonio"
Poco prima dell'inizio delle riprese per La valle dell'Eden, Dean strinse amicizia con l'addestratore di cavalli Monty Roberts. Roberts aiutò Dean ad acquisire familiarità con la zona e i due divennero amici stretti. Dean aveva promesso a Roberts un incontro poco dopo la gara del 30 settembre per discutere sulla costruzione di un ranch, che sarebbe stato di proprietà di Dean, ma gestito da Roberts. Roberts e sua moglie furono i primi a venire a conoscenza della morte di James immediatamente dopo l'incidente, attraverso una chiamata da parte del meccanico di Dean, Rolf Wütherich, nella quale mormorò con una mascella rotta che Dean era morto. Roberts e la sua famiglia non parteciparono al suo funerale perché, sebbene i due si considerassero "fratelli", la loro amicizia era sconosciuta alla famiglia di Dean.
La relazione più famosa di Dean fu con la giovane attrice italiana Anna Maria Pierangeli, che incontrò quando lei stava girando Il calice d'argento in un adiacente set della Warner. La madre della Pierangeli disapprovò la relazione perché Dean non era cattolico. Nella sua autobiografia, Elia Kazan (regista de La valle dell'Eden) da una parte è sicuro dell'insuccesso di Dean con le donne, dall'altra paradossalmente ricorda di aver sentito Dean e la Pierangeli consumare una notte di amore nel camerino dell'attore. Per un breve periodo la relazione Dean-Pierangeli fu anche gonfiata da Dean stesso, che nutrì di pettegolezzi i vari giornalisti e la sua coprotagonista, Julie Harris, che in un'intervista descrisse un Dean follemente innamorato della Pierangeli. Comunque, nell'ottobre 1954, la Pierangeli inaspettatamente annunciò il suo fidanzamento con il cantante italo-americano Vic Damone. La Pierangeli sposò Damone il mese seguente e la cronaca rosa riportò che Dean, o qualcuno vestito come lui, seguì il matrimonio a bordo della sua moto dal ciglio della strada. Tuttavia, quando Bast chiese a Dean se tutto ciò fosse vero, l'attore negò e aggiunse che non avrebbe mai fatto nulla di così "sciocco". Successivamente Dean entrò in uno stato depressivo che lo portò a bere molto e a correre in motocicletta e in auto; da qui il preludio alla sua tragica fine.
L'attrice Liz Sheridan sostiene di aver avuto una breve relazione con Dean a New York. Afferma pure che Dean all'epoca aveva anche un "coinvolgimento sessuale" con il regista Rogers Brackett e di aver reagito male a questa notizia. Dean evitò il servizio militare dichiarando di essere omosessuale. Quando gli fu chiesto quale fosse il suo orientamento sessuale, rispose: 
(James Dean)

### Morte

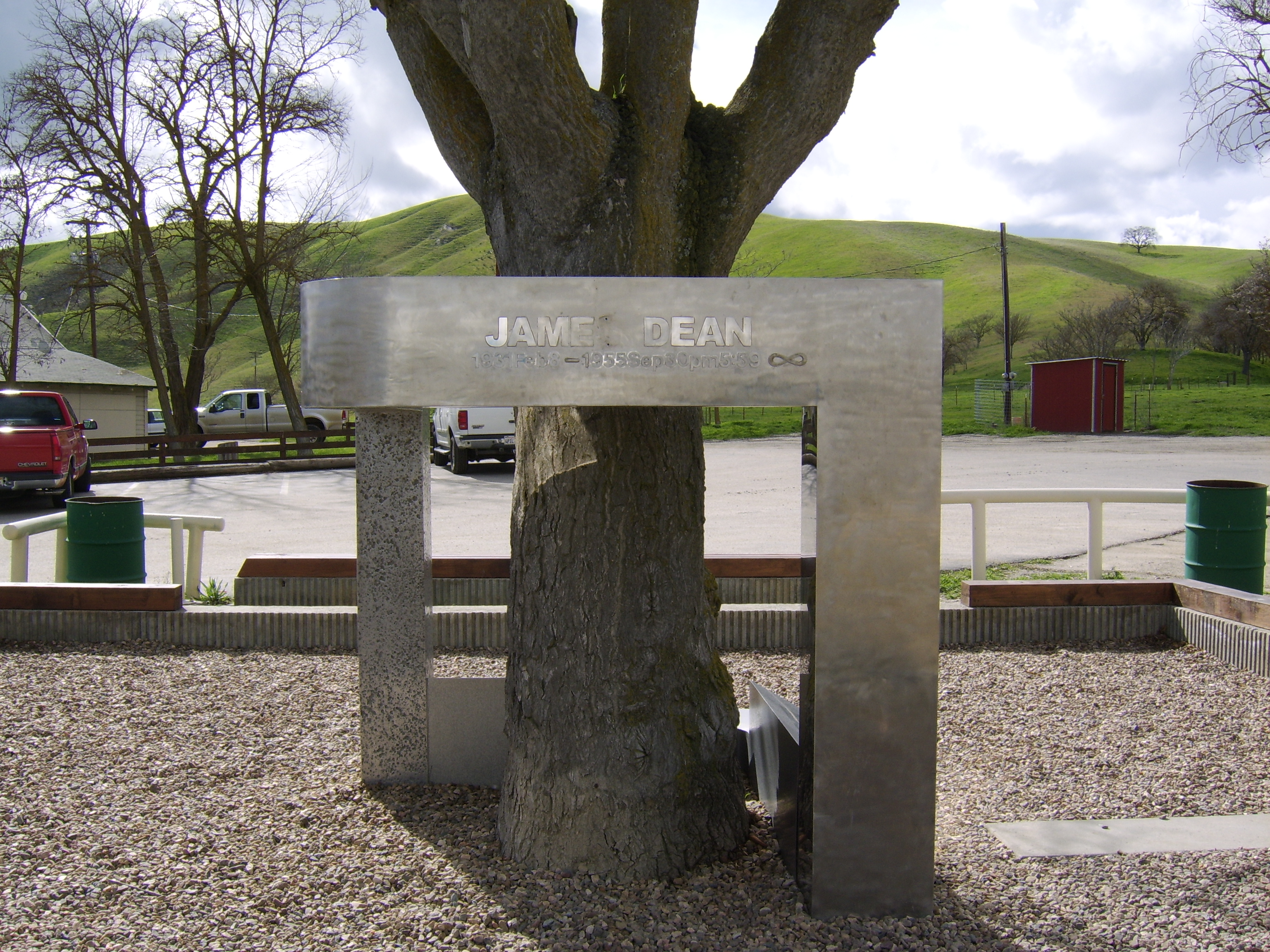
Memorial di James Dean a Cholame, luogo dove morì.

Il 30 settembre 1955 Dean e il suo meccanico Rolf Wütherich partirono dal Competition Motors, dove avevano preparato in mattinata la sua Porsche 550 Spyder per una gara automobilistica a Salinas, California. Inizialmente Dean aveva intenzione di posizionare la sua Porsche nel punto d'incontro a Salinas, dietro la sua nuova station wagon Ford Country Squire del 1955, con a bordo Hickman e il fotografo Sanford H. Roth, che stava realizzando un servizio fotografico su Dean e le sue gare automobilistiche. All'ultimo minuto Dean decise di guidare la Spyder per familiarizzare di più con l'auto.
Alle 15:30 Dean venne multato a Mettler, in California, poiché guidava a una velocità di 105 km/h in una zona il cui massimo consentito era 89 km/h. L'autista della Ford fu anch'egli multato poiché aveva superato di 32 km/h il limite imposto ai veicoli con rimorchio. Successivamente Dean si fermò a Blackwells Corner, nelle Lost Hills, per un pieno di benzina e per incontrare un altro guidatore, Lance Reventlow. Dopo aver lasciato le Lost Hills, Dean stava guidando verso ovest sulla California State Route 46, a est di Cholame (California) quando, in direzione opposta, una Ford Custom Tudor coupé bianca e nera del 1950, guidata dallo studente ventitreenne Donald Gene Turnupseed (1932-1995) voltò a sinistra verso la Route 41 attraversando la corsia di Dean. Le due auto si scontrarono quasi frontalmente.
Secondo un articolo del 1º ottobre 2005, apparso sul Los Angeles Times, l'ufficiale Ron Nelson aveva appena terminato la pausa caffè quando si precipitò sulla scena dell'incidente e vide sull'ambulanza James Dean privo di sensi e con grandi difficoltà respiratorie. Erano le 18 circa. I paramedici nel frattempo si prendevano cura di Wütherich, che era stato scaraventato fuori dall'auto e giaceva sul ciglio della strada. Sopravvisse con una mandibola rotta e altre ferite. Dean fu portato all'ospedale Paso Robles, distante circa 30 km. All'arrivo, verso le 18:40, venne dichiarato morto dai medici del pronto soccorso presenti. Aveva 24 anni. Le sue ultime parole, pronunciate poco prima dell'impatto, quando Wütherich disse a Dean di rallentare, furono «Quel ragazzo dovrà pur fermarsi... Ci vedrà!».
Secondo l'autopsia, si ritiene che la testa di Dean abbia colpito la griglia anteriore dell'auto del giovane studente. L'impatto portò alla rottura del collo di Dean, insieme a fratture multiple (braccia, mascella, gambe) e a vaste lesioni interne. Probabilmente Dean morì dieci minuti dopo l'incidente. Per anni sono circolate voci su presunte foto di Dean in punto di morte intrappolato nella sua Porsche, foto mai pubblicate.
Contrariamente alle voci su un presunto eccesso di velocità di Dean, Nelson riferì che «...il relitto e la posizione del corpo di Dean hanno indicato che la sua velocità era probabilmente di 88 km/h». Turnupseed non venne mai citato dalla polizia per l'incidente. Dopo un'intervista per il giornale Tulare Advance Register, in cui difendeva la propria posizione, non parlò più pubblicamente dell'accaduto e la sua famiglia lo aiutò, proteggendolo dai giornalisti. Donald Gene Turnupseed visse quasi 40 anni dopo l'incidente, prima di morire di cancro ai polmoni nel 1995.
James Dean, mentre finiva di girare alcune scene de Il gigante, apparve in una breve intervista con l'attore Gig Young, in cui invece di dire «La vita che salvate potrebbe essere la vostra», affermava «La vita che salvate potrebbe essere la mia». La morte improvvisa di Dean fece sì che la Warner Bros. non mandasse mai in onda l'intervista, la quale è tuttavia disponibile su YouTube e nel 2005 è stata inserita nei contenuti speciali del DVD di Gioventù bruciata.
L'auto dell'incidente venne utilizzata dall'amministrazione cittadina di Los Angeles per diffondere gli effetti causati dagli incidenti stradali, venendo definita in modo macabro "L'ultima auto sportiva di James Dean".
Dean è stato sepolto nel Park Cemetery di Fairmount, Indiana, dove trascorse parte dell'adolescenza, nel James Dean Memorial Park. 

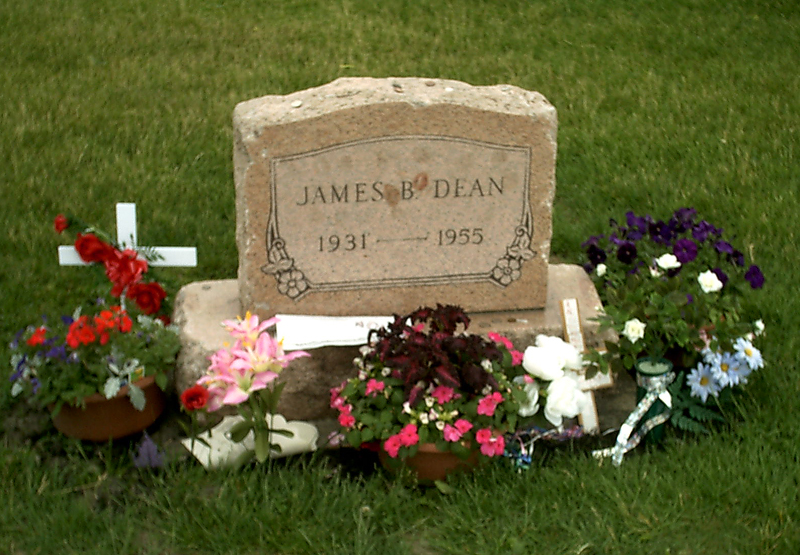
La tomba di James Dean.

### Porsche 550 Spyder "Little bastard"

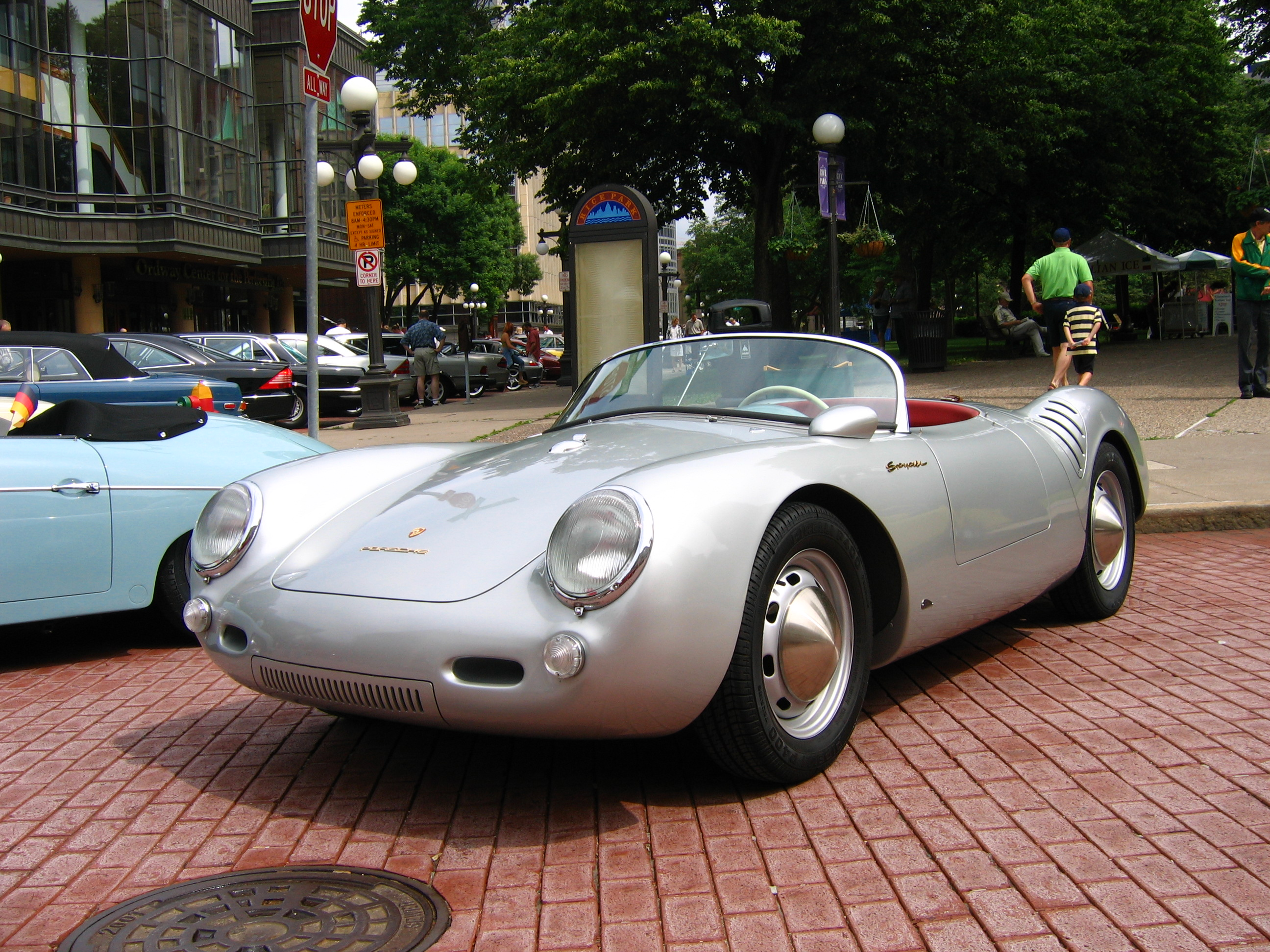
Una Porsche 550 Spyder simile a quella di James Dean.

L'ultima auto posseduta da James Dean fu una Porsche 550 Spyder, battezzata col numero 130 e il nome Little bastard ("piccola bastarda" in italiano) e fu anche l'auto con cui James Dean perse la vita in un tragico incidente, dopo il quale l'auto andò in pezzi. 
La morte di Dean alimentò la leggenda secondo cui la Little bastard portasse sfortuna, poiché le persone a cui sono state vendute le sue parti rimaste intatte sono state coinvolte in gravi incidenti. Dopo un po' di tempo, i rottami della vettura furono rimandati a George Barris (colui che aveva modificato la vettura e ne aveva venduto i pezzi dopo l'incidente), ma quando il treno che trasportava la Porsche arrivò a destinazione, l'auto era completamente scomparsa.
La vettura, sulla quale è stata messa una taglia milionaria, non è stata ancora trovata. Molti dissero di averla ritrovata, ma erano solo repliche della vera "Little bastard".

## Filmografia

### Cinema
- I figli della gloria (Fixed Bayonets!), regia di Samuel Fuller (1951) - non accreditato
- Attente ai marinai! (Sailor Beware), regia di Hal Walker (1952) - non accreditato
- L'ultima minaccia (Deadline - U.S.A.), regia di Richard Brooks (1952) - non accreditato[21]
- Il capitalista (Has Anybody Seen My Gal?), regia di Douglas Sirk (1952) - non accreditato
- L'irresistibile Mr. John (Trouble Along the Way), regia di Michael Curtiz (1953) - non accreditato
- La valle dell'Eden (East of Eden), regia di Elia Kazan (1955)
- Gioventù bruciata (Rebel Without a Cause), regia di Nicholas Ray (1955)
- Il gigante (Giant), regia di George Stevens (1956)

### Televisione
- Family Theatre – serie TV, 1 episodio (1951)
- The Bigelow Theatre – serie TV, 1 episodio (1951)
- Mio padre, il signor preside (The Stu Erwin Show) – serie TV, 1 episodio (1951)
- CBS Television Workshop – serie TV, 1 episodio (1952)
- Forgotten Children, regia di William Corrigan – film TV (1952)
- The Kate Smith Hour – serie TV, 1 episodio (1952)
- You Are There – serie TV, 1 episodio (1953)
- Treasury Men in Action – serie TV, 2 episodi (1953)
- Tales of Tomorrow – serie TV, 1 episodio (1953)
- Studio One (Westinghouse Studio One) – serie TV, 3 episodi (1952-1953)
- The Big Story – serie TV, 1 episodio (1953)
- Omnibus – serie TV, 1 episodio (1953)
- Campbell Playhouse – serie TV, 2 episodi (1953)
- Kraft Television Theatre – serie TV, 3 episodi (1952-1953)
- Armstrong Circle Theatre – serie TV, 1 episodio (1953)
- Robert Montgomery Presents – serie TV, 1 episodio (1953)
- The Philco Television Playhouse – serie TV, 1 episodio (1954)
- Danger – serie TV, 4 episodi (1953-1954)
- General Electric Theater – serie TV, episodi 3x08-3x12 (1954)
- The United States Steel Hour – serie TV, 1 episodio (1955)
- Lux Video Theatre – serie TV, 2 episodi (1952-1955)
- Schlitz Playhouse of Stars – serie TV, 1 episodio (1955)
- Crossroads – serie TV, episodio 1x06 (1955)

## Teatro
- See the Jaguar di N. Richard Nash, regia di Michael Gordon. Cort Theatre di Broadway (1952)
- The Scarecrow di Percy MacKaye, regia di Frank Corsaro. Theatre de Lys dell'Off-Broadway (1953)
- Le Trachinie di Sofocle, traduzione di Ezra Pound. Cherry Lane Theatre dell'Off-Broadway (1954)
- The Immoralist di Ruth e Augustus Goetz, regia di Daniel Mann. Cort Theatre di Broadway (1954)

## Premi e riconoscimenti

### Premio Oscar
- 1956 - Nomination al miglior attore protagonista per La valle dell'Eden
- 1957 - Nomination al miglior attore protagonista per Il gigante

### Golden Globe
- 1957 - Henrietta Award

### BAFTA
- 1956 - Nomination al miglior attore internazionale per La valle dell'Eden
- 1957 - Nomination al miglior attore internazionale per Gioventù bruciata

## Doppiatore italiano
In La valle dell'Eden, Gioventù bruciata e Il gigante, James Dean ha la voce italiana di Giuseppe Rinaldi.